# Zekelita equalisella
Zekelita equalisella là một loài bướm đêm trong họ Erebidae.